# Chalcona
Chalcona o Calcona es una cetona aromática y un enona que forma el núcleo central para una variedad de compuestos biológicos importantes, que se conocen colectivamente como chalconas o chalconoides. Benzylideneacetofenona es el miembro principal de la serie calcona. El nombre alternativo dado a calcona son fenil cetona estirilo, benzalacetofenona, β -phenylacrylophenone, ɣ -oxo- α , ɣ -diphenyl- α propileno y α -fenil- β -benzoylethyleno. 

## Propiedades químicas
Chalconas tienen dos máximos de absorción a 280 nm y 340 nm.

## Las reacciones químicas
Síntesis
Las chalconas se pueden preparar por una condensación aldólica entre el benzaldehído y acetofenona en presencia de hidróxido de sodio como catalizador. 
Esta reacción se ha encontrado para trabajar sin ningún tipo de disolvente en absoluto - un estado sólido. La reacción entre benzaldehıdos y las acetofenonas sustituidas se ha utilizado para demostrar la química verde en la educación química de pregrado. En un estudio de investigación de la química verde de síntesis, las chalconas también se sintetizaron a partir de los mismos materiales de partida en agua a alta temperatura (200 a 350 °C).
Alternativamente, las chalconas sustituidas fueron sintetizados por la condensación mediada por piperidina para evitar reacciones secundarias tales como múltiples condensaciones, polimerizaciones, y reordenamientos.

### Otra reacción
Un ejemplo es la reducción de carbonilo de chalcona por hidruro de tributilestaño:
Una versión enantioselectiva de esta reacción también se ha desarrollado.